# Основа (видавнича група)
ТОВ Видавнича група «Основа» — українське видавництво, спеціалізується на випуску науково-методичної літератури та педагогічної преси, психології й виховання.
Одним із найважливіших напрямків роботи видавництва є випуск науково-методичної літератури для працівників шкіл, дитячих садків.

## Серії видавництва
- Серія «Мій конспект» — стислі конспекти уроків на відривних аркушах.
- Серія «Оцінювання» завдання для всіх видів оцінювання з більшості предметів у старшій школі.
- Серія «Візуалізований довідник»  —  довідники для школярів та дорослих, в яких використано сучасну методику візуалізації для швидкого запам’ятовування інформації.
- Серії зошитів для учнів початкової школи «Activity Book», «Адвент-календар», «ВАУ-математика», «Веселий тренажер», «ДЗУМ навчання», «Літній зошит» — цікаві, нестандартні завдання, алгоритми, дипломи, пам’ятки, наліпки.
- Серії «Вихователю ДНЗ», «Керівнику ДНЗ», «Впевнений старт», «Готуємось до НУШ» — література для дитячих садків, відповідає програмам «Впевнений старт», «Я у Світі» та базовому компоненту .

Окремим напрямком роботи є випуск літератури для відповідальних батьків: серії «Для турботливих батьків», «А мій не такий як усі» та «Хороші батьки».

## Періодичні видання
З 2002 до 2020 року видавництво також спеціалізувалося на випуску педагогічної преси, зокрема й журналів: «Англійська мова в початковій школі», «Біологія», «Вивчаємо українську мову та літературу», «Виховна робота в школі», «Географія», «Дошкільний навчальний заклад», «Економіка в школах України», «Завучу. Усе для роботи», «Зарубіжна література в школі», «Інформатика в школах України», «Історія та правознавство», «Класному керівнику. Усе для роботи», «Математика в школах України», «Мистецтво в школі», «Німецька мова в школі», «Початкове навчання та виховання», «Трудове навчання в школі», «Управління школою», «Фізика в школах України», «Фізична культура в школі», «Хімія», «Шкільному психологу» тощо.